# Copernic (film)
Copernic (în poloneză Kopernik, în germană Copernicus) este un film biografic polono–german din 1973, regizat de soții Ewa Petelska⁠(d) și Czesław Petelski⁠(d). Aproape simultan cu versiunea cinematografică a filmului, a fost realizată o versiune de televiziune sub forma unui serial omonim cu trei episoade.
Acest film, care a fost realizat cu ocazia aniversării a 500 de ani de la nașterea astronomului Nicolaus Copernic (1473–1543), a participat la cea de-a VIII-a ediție a Festivalului Internațional de Film de la Moscova (10–23 iulie 1973), unde a obținut Premiul de argint. El a fost selectat ca propunere a Poloniei la Premiul Oscar pentru cel mai bun film străin în 1974, dar nu s-a aflat printre filmele nominalizate la premiu.

## Rezumat
Matematicianul și astronomul austriac Georg Joachim Rheticus⁠(d) analizează în 1543 lucrarea științifică De revolutionibus orbium coelestium a lui Nicolaus Copernic, care fusese recent tipărită într-o tipografie de la Nürnberg și era acum în curs de pregătire pentru publicare. El găsește acolo mai multe pasaje care nu corespund cu manuscrisul. În cursul unei conversații cu editorul Andreas Osiander⁠(d) și cu proprietarul tipografiei, meșterul Johannes Petreius, Rheticus susține că acea lucrare, care conținea modificări neagreate de autor, ar fi un fals. Cu această scenă începe prezentarea vieții cărturarului Nicolaus Copernic (Mikołaj Kopernik).
Kopernik este vizitat de verișoara sa, Anna Schilling, fiica meșterului aurar și fabricant de monede Matz Schilling. În conversația cu ea menționează că ar dori să se întoarcă la casa lui din Frombork (Frauenburg). Tânăra Anna, care îl iubește, se oferă să-l însoțească ca menajeră, mințind că tatăl ei și-a dat deja acordul. Ca urmare a faptului că Matz Schilling nu poate refuza dorința fiicei sale de a-l însoți pe bărbatul mult mai în vârstă, Anna călătorește împreună cu Kopernik la Frauenburg, unde îi conduce gospodăria și îl sprijină în activitatea sa științifică. Cu prilejul împlinirii a șase ani de la întâlnirea lor, Anna îi mărturisește că-l iubește, iar cei doi devin un cuplu. Kopernik poartă apoi discuții spirituale și științifice cu teologul Tiedemann Giese⁠(d) și îi mărturisește prietenului său că este foarte fericit de relația sa cu Anna.
Un flashback brusc prezintă tinerețea pe care Mikołaj a petrecut-o împreună cu fratele său, Andrzej Kopernik, la unchiul lor, Łukasz Watzenrode, episcopul Varmiei (1489–1512). Unchiul i-a trimis pe cei doi nepoți să studieze la Unversitatea din Cracovia în anul 1491. După moartea regelui Cazimir al IV-lea al Poloniei (1492), la funeraliile căruia participă, cei doi frați merg în timpul sărbătorilor la unchiul lor, care îi face să înțeleagă că știe mai multe despre ei decât cred. El spune că lui Andrzej îi place să joace cărți, să bea și să se bată, în timp ce lui Mikołaj nu îi place să fie întrebat despre credințele sale spirituale. O verificare ulterioară a bagajelor celor doi dezvăluie că Andrzej avea numeroase scrisori de dragoste și câteva desene cu femei dezbrăcate, în timp ce Mikołaj ducea cu el mai multe cărți științifice referitoare la stele. Łukasz Watzenrode îl lasă pe Mikołaj să înțeleagă că poate gândi orice vrea, atâta vreme cât cunoaște dreptul canonic. Unchiul este îngrijorat cu privire la succesorul său în scaunul episcopal, vrând să-și aleagă unul dintre nepoți pentru a-i succede și speră să poată influența alegerea. Mikołaj se întoarce la Cracovia, unde calculează în 1497 o eclipsă de soare mult mai precis decât profesorii săi și alți savanți, ceea ce îl umple de mândrie. Fratele său îl avertizează totuși să nu-și prezinte public calculele, pentru că oamenii simpli din oraș se comportă cu cruzime împotriva necredincioșilor și ereticilor, lucru dovedit de linșarea recentă a unui locuitor și distrugerea casei acestuia. Unul dintre profesorii lui Mikołaj îi explică că nu oamenii l-au ucis pe bărbat, ci ignoranța lor. Mikołaj aude aici pentru prima dată dictonul care va avea o influență puternică asupra vieții sale viitoare: „Scopul omenirii este căutarea adevărului”.
Acțiunea filmului revine în anul 1539 pentru a urmări viața bătrânului Mikołaj Kopernik. Episcopul Johannes Dantiscus (Jan Dantyszek) al Varmiei (1537–1548), unul dintre succesorii lui Łukasz Watzenrode, îl primește pe unul dintre informatorii săi, care îi raportează că doctorul Kopernik nu și-a alungat concubina și că a adus-o și pe nepoata sa, Krystyna, care este contaminată de idei luterane. Informatorul, un preot catolic, trebuie să clarifice în numele episcopului și alte acuzații aduse împotriva lui Kopernik. El o cheamă, prin urmare, pe Anna Schilling și îi cere să jure cu mâna pe Biblie că nu a încălcat virtuțile creștine, ceea ce ea refuză. Anna se desparte profund îndurerată de Mikołaj pentru că nu poate primi niciun sprijin de la el.
Un alt flashback aduce acțiunea în anul 1503. Mikołaj Kopernik a obținut doctoratul în drept canonic (Doctor iuris canonici) la Universitatea din Ferrara. În cursul unui banchet ulterior cu înalți demnitari, organizat de cardinalul Ippolito d’Este⁠(d), Kopernik susține că pământul este o sferă, lucru dovedit de marinarii spanioli care au ajuns în Indii atât de la vest, cât și de la est. La auzul acestei afirmații eretice, cardinalul îi cere lui Kopernik să-și justifice ideile sale științifice, iar tânărul savant ține o prelegere pe care o încheie spunând că distanța de la Pământ la Lună este întotdeauna aceeași. Cardinalul îl așează apoi pe Kopernik pe tronul său și îl întreabă dacă se poate vedea mișcarea pământului din acest loc, apoi îl conduce prin camerele sale de tortură, vrând astfel să-i arate unde pot duce astfel de declarații.
În 1510, Mikołaj Kopernik, care între timp fusese numit administrator ecleziastic, a devenit pentru prima dată cancelar al Capitulului Catedralei din Frauenburg. Cu puțin timp înainte, el și fratele său, Andrzej, se întorseseră la casa unchiului lor, Łukasz Watzenrode, care a trebuit să renunțe la planul său de a-l propune pe Andrzej drept succesor, deoarece acesta din urmă se îmbolnăvise de lepră. În timp ce Andrzej călătorește înapoi în Italia, unde existau opțiuni mai bune de tratament, conflictul dintre Ordinul Teutonic și Confederația Prusacă se intensifică în Varmia. În această perioadă (mai precis în 1512 la Toruń) survine moartea episcopului Łukasz Watzenrode, care, în cursul vieții sale, nu a îndrăznit să ceară sprijinul regelui polonez în disputele cu cavalerii teutoni. Sarcina lui Mikołaj ca administrator ecleziastic este să organizeze acum apărarea Varmiei, după ce mai multe localități fuseseră ocupate deja de cavalerii teutoni. Cu sprijinul regelui polonez Sigismund I, el reușește să adune forțe armate în orașul Olsztyn (Allenstein), supraaglomerat de refugiați, și să îl apere cu succes.

## Distribuție
- Andrzej Kopiczyński — Nicolaus Copernic (Mikołaj Kopernik), astronom polonez
- Barbara Wrzesińska⁠(d) — Anna Schilling, verișoara și menajera lui Copernic
- Czesław Wołłejko — Łukasz Watzenrode, episcopul Varmiei (1489–1512), unchiul lui Copernic
- Andrzej Antkowiak⁠(d) — Andrzej Kopernik, fratele lui Mikołaj
- Klaus-Peter Thiele⁠(d) — Georg Joachim Rheticus⁠(d) (Jerzy Joachim Retyk), un ucenic al lui Copernic
- Henryk Boukołowski⁠(d) — cardinalul Ippolito d’Este⁠(d), fratele ducelui de Ferrara
- Hannjo Hasse — Andreas Osiander⁠(d), teolog german, editorul unei versiuni corectate a Bibliei Vulgata
- Henryk Borowski⁠(d) — Tiedemann Giese⁠(d), episcop de Chełmno (1538–1549) și apoi de Varmia (1549–1550)
- Jadwiga Chojnacka⁠(d) — mama hoțului Kacper
- Aleksander Fogiel⁠(d) — Matz Schilling, meșter aurar, tatăl Annei
- Emilia Krakowska⁠(d) — soția hoțului Kacper
- Gustaw Lutkiewicz⁠(d) — Johannes Dantiscus (Jan Dantyszek), episcop de Chełmno (1533–1537) și apoi de Varmia (1537–1548)
- Leszek Herdegen⁠(d) — călugărul Mattheusz
- Witold Pyrkosz⁠(d) — prepozitul Płotowski, duhovnicul episcopului Dantyszek
- Wiktor Sadecki⁠(d) — Wojciech din Brudzewo, astronom, matematician, filozof și diplomat polonez, profesor la Universitatea Jagiellonă din Cracovia
- Leonard Andrzejewski⁠(d) — cavaler din Dobre Miasto
- Jolanta Bohdal⁠(d) — Krystyna, nepoata lui Copernic
- Bogusz Bilewski⁠(d) — burgraf din Lidzbark
- Janusz Bylczyński⁠(d) — Celio Calcagnini
- Joanna Biesiada
- Władysław Dewoyno⁠(d) — rănit operat de Copernic
- Aleksander Gąssowski⁠(d) — profesor la Universitatea din Cracovia
- Jerzy Grałek⁠(d) — un nobil ucis cu un topor de cavalerii teutoni
- Ewa Jastrzębowska
- Tadeusz Jurasz⁠(d)
- Wacław Kowalski⁠(d) — Dołuski
- Andrzej Krasicki⁠(d) — temnicerul șef din Ferrara
- Andrzej Kozak⁠(d) — Bartolomeo Costa, eretic torturat într-o temniță din Ferrara
- Herbert Körbs
- Józef Łodyński⁠(d) — bufonul cardinalului d'Este
- Leon Niemczyk — don Alonso, solul spaniol de la Ferrara
- Leopold Rene Nowak⁠(d) — poetul Lodovico din Ferrara
- Anna Nehrebecka⁠(d) — Diana d'Este de la curtea ducelui de Ferrara
- Maria Nowotarska⁠(d) — Graziosa Maggi de la curtea ducelui de Ferrara
- Czesław Piaskowski⁠(d)
- Angelika Ritter
- Ryszard Ronczewski⁠(d)
- Tadeusz Somogi⁠(d) — slujitorul episcopului Lucas Watzenrode
- Franciszek Targowski⁠(d) — Jan din Głogów, filozof, geograf și astronom polonez, profesor la Universitatea din Cracovia
- Joachim Tomaschewsky — meșterul tipograf Johannes Petreius
- Tadeusz Teodorczyk⁠(d) — solul cavalerilor teutoni
- Hans-Georg Türk
- Zinaida Zagner⁠(d)
- Leon Załuga
- Janusz Dziubiński (nemenționat)
- Jerzy Fedorowicz — savant (nemenționat)
- Tadeusz Kunikowski (nemenționat)
- Juliusz Lubicz-Lisowski — prizonier în temnița din Ferrara (nemenționat)
- Jerzy Łapiński — cavaler (nemenționat)
- Czesław Magnowski (nemenționat)
- Zygmunt Malanowicz (nemenționat)
- Jerzy Nowak — participant la procesiunea călugărului Mateusz (nemenționat)
- Bruno O'Ya — stegarul de la înmormântarea regelui (nemenționat)
- Jerzy Stasiuk — orășean (nemenționat)
- Jerzy Trela — curtean (nemenționat)
- Marzena Trybała — orășeană (nemenționat)

## Producție
Scenariul filmului a fost scris în limba poloneză de Jerzy Broszkiewicz și Zdzisław Skowroński. Filmul a fost produs în colaborare de companiile Studio Filmowe Iluzjon (Polonia) și DEFA (Republica Democrată Germană), sub coordonarea regizorilor Ewa Petelska⁠(d) și Czesław Petelski⁠(d), care nu aveau o experiență anterioară în realizarea filmelor istorice.
Filmările au fost realizate în anul 1972 în orașul Malbork și la castelul Lidzbark Warmiński. S-a filmat pe peliculă color pentru ecran panoramic. Mzica a fost compusă de Jerzy Maksymiuk și interpretată de Orchestra Simfonică Națională a Radioteleviziunii Poloneze din Katowice și de corul Teatrului Mare din Varșovia. Durata filmului este de 128 de minute, iar pelicula are lungimi de 4930 m (70 mm) și 3884 m (35 mm).

## Lansare
Filmul Copernic a fost vizionat pentru prima oară într-o versiune de 70 mm în cadrul unei avanpremiere festive organizate la 12 februarie 1973 în orașul Toruń, cu ocazia împlinirii a 500 de ani de la nașterea cărturarului Nicolaus Copernic. Premiera oficială a filmului în Polonia a avut loc două zile mai târziu, pe 14 februarie 1973.
Premiera filmului în RDG, în format Totalvision, a avut loc pe 16 februarie 1973 la cinematograful Kosmos din Berlin. Filmul a fost difuzat pentru prima dată la televiziune de postul est-german DFF 1 pe 12 aprilie 1974.

## Aprecieri critice
Criticul H. U. a remarcat într-o recenzie publicată în ziarul est-german Neue Zeit:
| “ | Desigur, trebuie să pară problematic faptul că această biografie nu urmează ordinea cronologică, că ea continuă să sară înainte și înapoi între episoadele din tinerețea, anii de maturitate și bătrânețea lui Copernic. Un motiv convingător pentru acest mod de dramatizare nu poate fi identificat; poate părea pur și simplu derutant pentru mulți telespectatori. | ” |

Horst Knietzsch a scris următoarele în ziarul est-german Neues Deutschland:
| “ | Copernic este un film de cultură cinematografică. Aranjamente scenice impresionante cu suspans dramatic, în care conflictele filosofice și etice ale acestei persoane neobișnuite devin vizibile, sunt capabile să trezească simpatia publicului. | ” |

Enciclopedia cinematografică germană Lexikon des internationalen Films susține că acest film este o reprezentare a epocii din jurul anului 1500 cu curentele intelectuale, disputele și luptele pentru puterea politică, care au fost tratate foarte cuprinzător în ceea ce privește tematica și obiectivele. Cu toate acestea, sunt necesare anumite cunoștințe prealabile, deoarece tehnica complexă de montaj face dificilă înțelegerea subiectului.

## Premii
- 1973 – Premiul Ministrului Culturii și Artei cl. I (Ewa Petelska și Czesław Petelski)
- 1973 – Festivalul Internațional de Film de la Moscova (ediția a VIII-a) – Premiul de argint, ex-aequo cu documentarul-anchetă maghiar Fotografia al lui Pál Zolnay și cu thrillerul politic francez Atentatul al lui Yves Boisset[4][5]
- 1973 – Festivalul Lubuskie Lato Filmowe de la Łagów - Premiul special al juriului pentru realizarea unui film în cinstea aniversării lui Copernic
- 1975 – Festivalul Internațional de Film pentru Copii și Tineret de la Avellino – Premiul „Sărbătoarea de Aur”